# Ernst Steinhauer
Ernst Steinhauer (* 9. Dezember 1925 in Mannheim; † 8. November 2005 in Neckargerach) war ein deutscher Kanusportler.

## Werdegang
Ernst Steinhauer stammte aus Mannheim. Da er sich von Jugend an für den Kanusport interessierte, wurde er Mitglied des Mannheimer RC, bei dem er sowohl im Einer- als auch im Zweier-Kajak trainierte. Da er bald – zusammen mit seinem Klubkameraden Meinrad Miltenberger – im Zweier-Kajak Spitzenleistungen erzielte, wurden beide in die Deutsche Kanunationalmannschaft aufgenommen. Mit dieser Mannschaft nahmen beide an den Kanu-Weltmeisterschaften 1954 teil, bei der sie im Zweier-Kajak über 500 m den ersten Platz erkämpften und damit Weltmeister in dieser Disziplin wurden. Für diesen Sieg wurden beide am 26. Juli 1954 von Bundespräsident Theodor Heuss mit dem Silbernen Lorbeerblatt ausgezeichnet. Ernst Steinhauser nahm, diesmal im Einer-Kajak, auch an den Olympischen Spielen 1956 teil. Er erreichte dabei über 1000 m den achten Platz.
Steinhauer starb 2005 im Alter von 79 Jahren.